# Wölfersheim
Wölfersheim est une municipalité allemande située dans le land de la Hesse et l'arrondissement de Wetterau.

## Géographie

### Localisation géographique
Wölfersheim est située à 40 kilomètres au nord de Francfort-sur-le-Main dans la Wetterau, près des villes de Bad Nauheim et Friedberg. La communauté est idéalement située sur l'A45, avec sa propre sortie « Wölfersheim ». Les aires de loisirs de Niddastausee et Vogelsberg sont à proximité.

### Communautés voisines
Wölfersheim est bordé au nord par les villes Münzenberg et Hungen (district de Gießen), à l'est par les municipalités Nidda et Echzell, au sud par les villes Reichelsheim et Friedberg (Hessen), et dans l'ouest de la ville de Bad Nauheim et la communauté Rockenberg (tous dans la Wetterau).

### La structure de la communauté de communes
La communauté des communes de Wölfersheim, formée dans les années 1970, se compose des communes de Berstadt, Melbach, Södel, Wölfersheim et Wohnbach. Actuellement environ 10 000 personnes vivent dans la communauté.

## Signification du logo

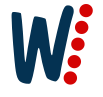
Logo de l'agglomération

Le W est l'initiale de la communauté des communes de Wölfersheim et les cinq points représentent les cinq quartiers qui composent cette agglomération, à savoir Berstadt, Melbach, Södel, Wölfersheim et Wohnbach.

## Histoire
Wölfersheim, la plus grande commune de la communauté du même nom a été mentionné en 1128. Après l'achèvement du Ortsbefestigung en 1408, Wölfersheim a obtenu sous le règne du derniers Falk Steiner, Werner von Falkenstein, les droits de la ville, devenant la ville du marché. Bien qu'aucun développement n'a eu lieu pour la vraie ville, Wölfersheim a été désigné comme la ville de marché. Le mur d'enceinte qui entourait  Wölfersheim mesurait 794 m de long et avait quatre tours, à savoir la Tour Blanche, la Tour Noire, le clocher de l'église d'aujourd'hui et  la tour du fou. Cette dernière est maintenant un moignon de la tour et est entourée par une grange sur un terrain privé, donc non visible de l'extérieur. Il y a encore des tours « cachées », cependant, leur existence n'est pas détectable. Entourée par le mur Wölfersheim avait une surface de quatre hectares.  La bonne conservation des tours peut probablement justifier l'utilisation continue. La Tour Noire  fut partagée comme un clocher de la chapelle Anthony, et a également été  une tour résidentielle. La Tour Blanche a ensuite été ré-utilisée  comme prison puis comme hospice. Une autre tour a été utilisée  comme clocher de l’Église réformée évangélique.
anciennes tours

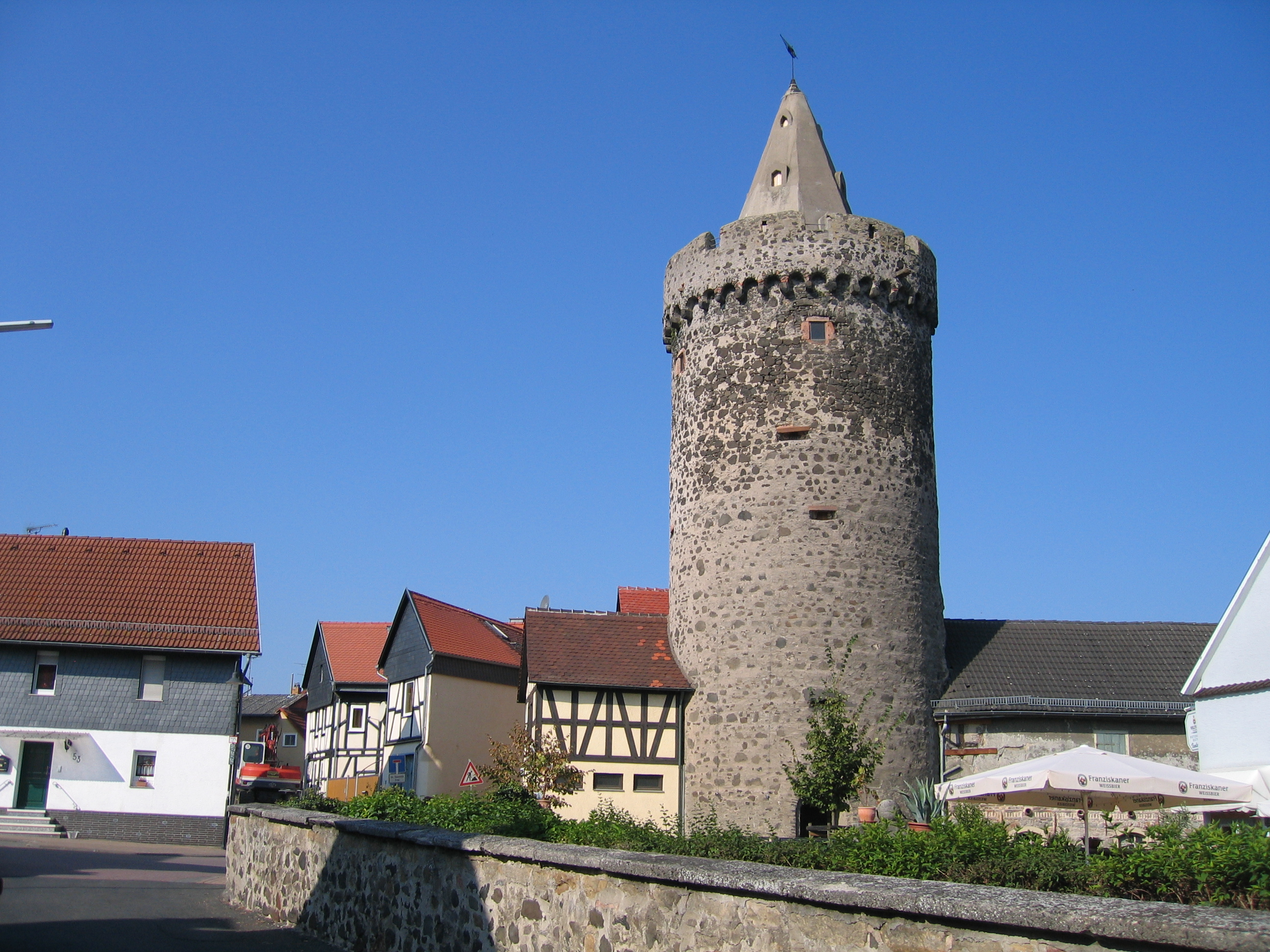
Tour Blanche

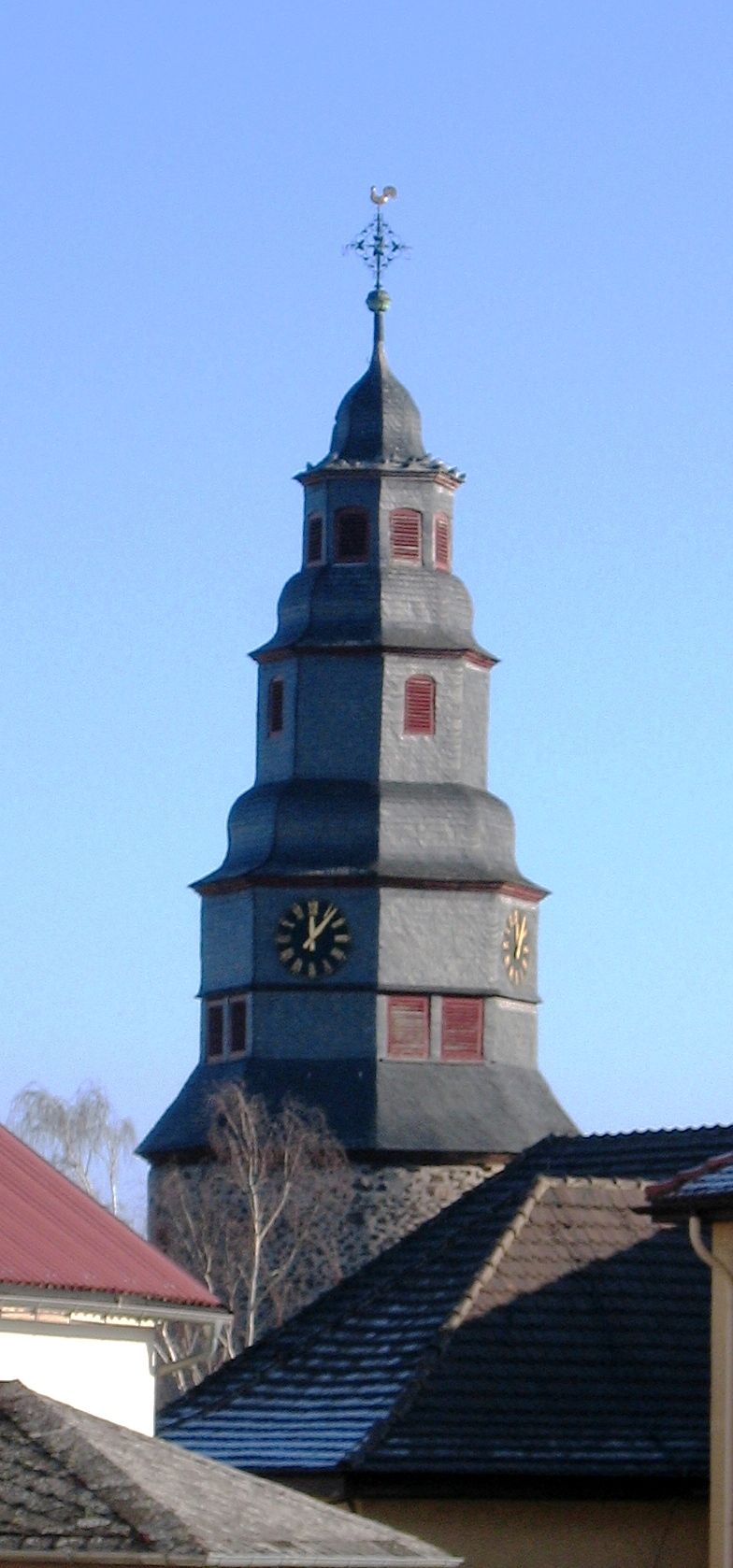
Clocher de l'église

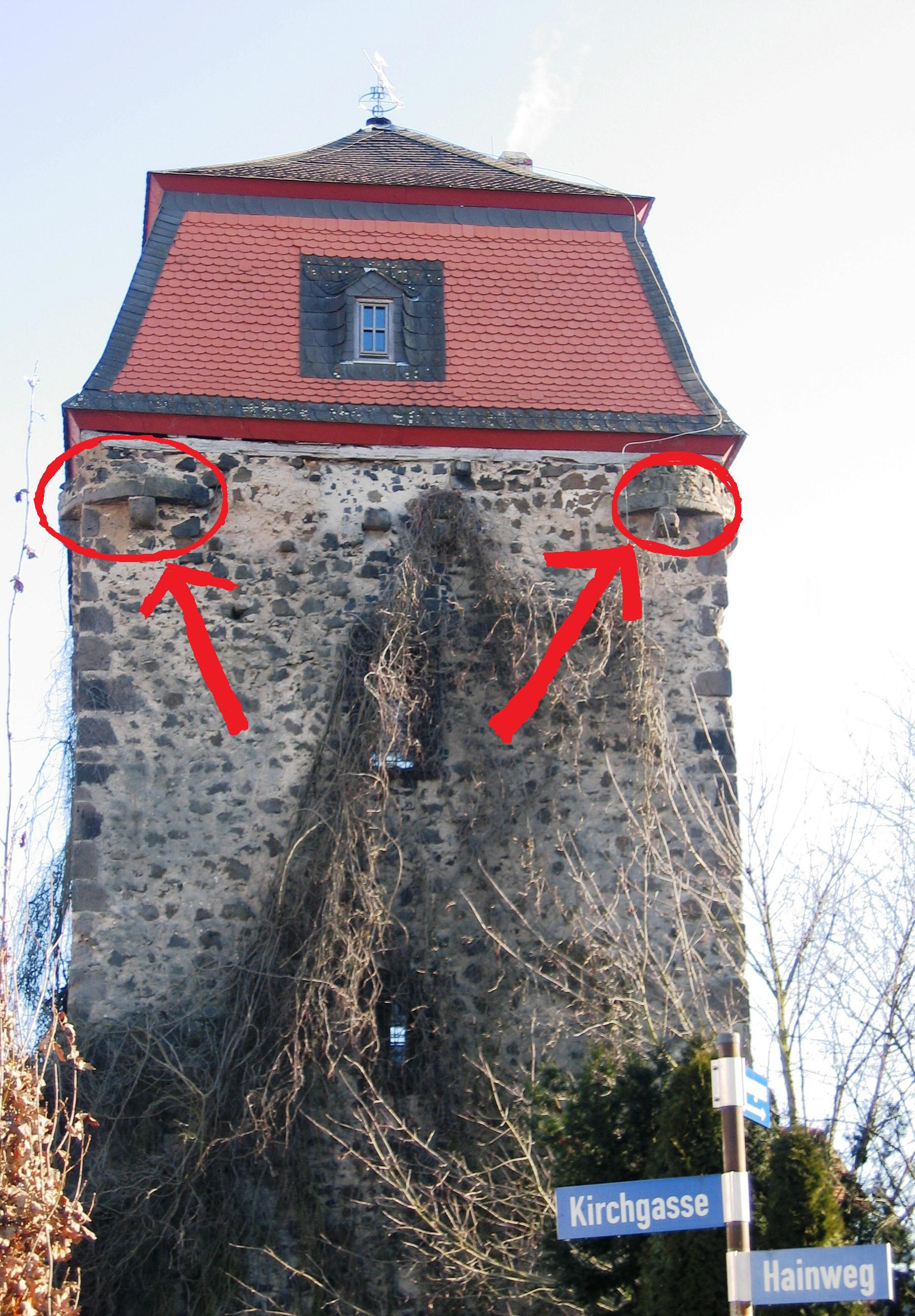
Tour Noire

"Tour du fou", tour aujourd'hui détruite en partie et une grange à sa base sur une propriété privée

### Réforme à Wölfersheim
Wölfersheim était jusqu'en 1612 un quartier de Södel. La paroisse de Södel avait été fondée par le cloître Ilbenstadt et dépendait, ainsi, de celui-ci. Le curé Seifried Bender de cette époque-là introduisit la messe protestante-luthérienne dans sa commune Södel-Wölfersheim dans la deuxième moitié du XVIe siècle. L'année exacte de l'introduction de la Réforme n'est pas connue. Puisque Wölfersheim voulait se détacher de l'église-mère Södler, on engagea dans les années 1560, sans demander à l'église-mère ou au cloître Ilbenstadt, le théologien Wetzlarer Antonius Schüler comme professeur.

Après la mort de Bender on a attribué à Valentin Textor les droits de la paroisse de Södel et on a renvoyé Antonius Schüler. on a toutefois tenu aussi  la messe à Wölfersheim. Symon Laurelius, le successeur de Textor, a conduit le culte réformé dans l'église de Sodel-Woelfersheim. Cela est arrivé durant la résistance à Sodel. Le maire, le tribunal et la communauté de Sodel ont déposé une plainte auprès du monastère Ilbenstadt.

Le monastère a poursuivi à partir de là Laurelius à Sodel. Il est resté à Wölfersheim. Le limogeage du ministre à Sodel et l'adoption d'un pasteur à l'église de Wölfersheim marquèrent la séparation de Sodel et Wölfersheim.
Après la mort de Laurélius en 1612, Södler a essayé de rendre les anciens droits réaffirmés.
La domination des castes, a ensuite poursuivi. Pendant la guerre de Trente Ans, le monastère Ilbenstadt tenta une contre-réforme qui a cependant échoué à Wölfersheim.
À l'angle sud-ouest de la petite forêt "bosquet de Bergheim» ou «Komthurberg" se trouvait autrefois au Moyen Âge le village de Bergheim cité à plusieurs reprises. Il est difficile de savoir si ce village a disparu avant ou pendant la guerre de Trente Ans.

### Religion
Les cinq districts ont une église protestante et Wölfersheim possède aussi une église catholique romaine affiliée à la paroisse d'Echzell.
L’Église réformée de Wölfersheim compte environ 2200 membres. Les églises de Södel et Melbach travaillent étroitement ensemble et ont un prêtre commun .
Sauf pour l'Église protestante de Wohnbach, qui fait partie des tours du doyenné, les quatre églises protestantes de la communauté protestante de Wölfersheim appartiennent à la doyenné de Wetterau-Est.

## Développement démographique

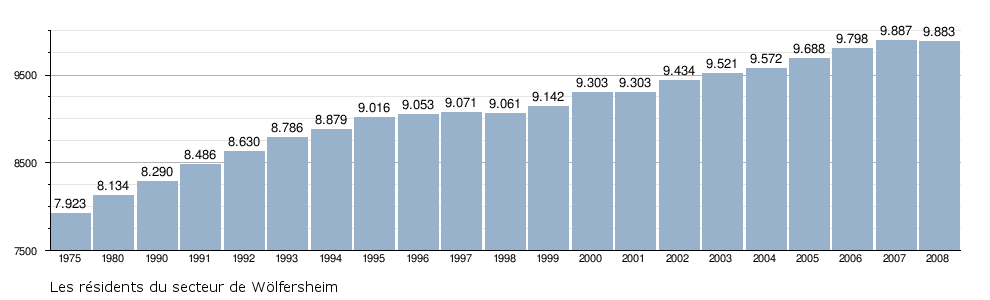
Démographie de Wölfersheim

## Lieux connus

### Tour Blanche
La Tour Blanche est le site le plus remarquable Woelfersheim et d'une hauteur de 27 mètres, ce était la plus grande structure du achevé en 1408 Fortification de
Wölfersheim. L'achèvement de la tour a eu lieu en 1408. Donc, ils ont célébré l'anniversaire en 2008 avec plusieurs événements et un week-end de célébrations "600 années de la White Tower". L'entrée originale est à la hauteur de l'ancien mur de la ville et est à nouveau disponible sous peu.

#### Tour Noire
En outre, la place Tour Noire faisait partie du mur de la ville. Auparavant, il avait initialement quatre tours d'angle rondes et un toit plus élevé sans briques.
Aujourd'hui, de la montagne Chantez, un beau parc avec 18 espèces d'arbres et environ 10 espèces d'arbustes en croissance, parmi lesquels se trouvent des arbustes et des arbres rares. 

### Autres lieux célèbres, des bâtiments et des espaces dans Wölfersheim
- Le tilleul dans la vieille ville
- Le Röhrbrunnen dans le centre de Wölfersheim est un repère familier pour la Tour Blanche. Il a cinq Brunnenausläufe.
- Le monument à côté de la Tour Blanche pour commémorer les victimes des deux guerres mondiales
- L'Église catholique, "Christ Roi"
- L'Église réformée, l'une des plus grandes autoportantes Saalbaukirchen d'Europe de l'Ouest
- La station Wölfersheim-Sodel
- La salle Wetterau
- Le lac Wölfersheimer, avec les systèmes de refroidissement survivants de l'ancienne centrale électrique
- Grange aux Dîmes, (colombages grange)
- château d'eau potable de l'âge (le réservoir haut actuel est situé sur la Limberg)
- Limberg, petite forêt près Woelfersheim
- dans Sodel :
  - L'Église évangélique luthérienne
  - La fontaine de la place de l'église
  - L'expiration situé dans le Sodel du château (en  fait  plus d'un palais rectangulaire avec tour d'escalier)
- dans Melbach:
  - L'Église évangélique luthérienne

Le " Haye (Melbach) "(également Haak ), une colline non-naturelle, probablement un tumulus de l'époque celtique, est le symbole du village
Le Gerichtslinde devant l'église
dans Wohnbach: L'Église évangélique luthérienne
Altes Rathaus (Wohnbach)
La cave historique de roche
Les ruines d'une tour de signal romaine dans la forêt Wohnbacherstrasse
Les ruines d'un Roman "Villa Rustica" dans Wohnbacherstrasse Hinterwald
Un enchâssement probablement de la guerre de Trente Ans dans la montagne Wald
dans Berstadt:
Le château d'eau, abrite aujourd'hui un musée du folklore
La fontaine de la place zingel
La fontaine dans le Tanzhof
Berstädter Markwald
Charles Pond dans Berstädter Markwald

## Musées
Wölfersheimer Musée énergie (WEM) dans Wölfersheim. Le musée a été créé par l'Association pour la protection de la tradition minière et de la centrale dans Wölfersheim en 1991 .
Musée du Folklore de Berstadt, établi par le Groupe de travail de développement villageois Berstadt. Il est situé dans l'ancien château d'eau.

## Jumelage avec l'Isle sur le Doubs
Le jumelage avec la ville de L'Isle sur le Doubs  s'est déroulé en deux parties :
La première a été la signature de la charte à Wölfersheim le 6 septembre 2014 avec la venue d'une délégation de 20 l'Islois.
La seconde s'est déroulée le 6 décembre 2014 à L'Isle sur le Doubs avec une délégation de 30 Wölfersheimer.